# Caumont-sur-Orne
Caumont-sur-Orne (Ausspracheⓘ) ist eine ehemalige französische Gemeinde im Département Calvados in der Region Normandie. Sie hatte 86 Einwohner (Stand 1. Januar 2013) und wurde zum 1. Januar 2016 zusammen mit vier anderen Gemeinden Teil des neu gegründeten Thury-Harcourt-le-Hom.

## Geografie
Caumont-sur-Orne liegt an der Orne und befindet sich 24 Kilometer nordöstlich der Stadt Flers. Das ehemalige Gemeindegebiet umfasste eine Fläche von lediglich 0,92 km². Die Nachbargemeinden waren bis 2016 Saint-Rémy, Esson und Combray sowie das jenseits der Orne gelegene Saint-Martin-de-Sallen.

## Etymologie
Caumont-sur-Orne liegt auf einer Kette von Sandsteinhügeln. Daher leitet sich der ursprüngliche Name, Mont Chauve, ab.

## Wirtschaft
Die Gemeinde war immer landwirtschaftlich geprägt. Lange Zeit gab es in Caumont-sur-Orne eine Ölmühle. Diese wurde 1914 aufgekauft, um dort eine Käseproduktion aufzubauen. Diese existierte bis 1969. Die Gebäude wurden danach in Wohnhäuser umgewandelt.

## Bevölkerungsentwicklung
| Jahr                             | 1793 | 1836 | 1876 | 1926 | 1946 | 1968 | 1990 | 2008 |
| Einwohner                        | 131  | 136  | 96   | 94   | 96   | 66   | 69   | 86   |
| Quelle: Cassini, EHESS und INSEE |      |      |      |      |      |      |      |      |

## Sehenswürdigkeiten
- Kirche Saint-Sulpice aus dem 17./18. Jahrhundert[3]
- Ornetal